# غرافنستين
غرافنستين هي قلعة تاريخية تقع في غنت،فلاندر الشرقية،بلجيكا.هي الآن متحف معلم رئيسي يالمدينة.